# Mirosław Szymkowiak
Mirosław Szymkowiak (Poznań, 12 novembre 1976) è un ex calciatore polacco, di ruolo centrocampista.

## Carriera

### Club
Comincia a giocare nell'Olimpia Poznań, con cui conquista una promozione in I liga nel 1994. Nel gennaio 1995 si trasferisce al Klub Sportowy Widzew Łódź, in cui milita fino al gennaio del 2001, vincendo due campionati e una Superpuchar Polski. Nel gennaio 2001 viene acquistato dal Wisla Cracovia, in cui milita fino al gennaio del 2005, vincendo 3 campionati, due Puchar Polski e una Puchar Ekstraklasy. Nel gennaio 2005 si trasferisce in Turchia, al Trabzonspor. Nel 2007 annuncia il ritiro. Nel 2014 torna in campo, firmando un contratto con il Pradniczanka.

### Nazionale
Ha debuttato in Nazionale nel 1997. Ha collezionato in totale 33 presenze e 3 reti, partecipando ai Mondiali di Germania 2006.

## Statistiche

### Presenze e reti nei club
Nelle seguenti statistiche non è incluso il periodo al Pradniczaka.
| Stagione              | Squadra               | Campionato            | Campionato | Campionato | Totale   | Totale |
| Stagione              | Squadra               | Campionato            | Presenze   | Reti       | Presenze | Reti   |
| --------------------- | --------------------- | --------------------- | ---------- | ---------- | -------- | ------ |
| 1992-1993             | Olimpia Poznań        | I                     | 4          | 0          | 4        | 0      |
| 1993-1994             | Olimpia Poznań        | II                    | 23         | 2          | 23       | 2      |
| 1994-gen. 1995        | Olimpia Poznań        | I                     | 15         | 3          | 15       | 3      |
| Totale Olimpia Poznań | Totale Olimpia Poznań | Totale Olimpia Poznań | 42         | 5          | 42       | 5      |
| gen.-giu. 1995        | Widzew Łódź           | I                     | 16         | 0          | 16       | 0      |
| 1995-1996             | Widzew Łódź           | I                     | 5          | 1          | 5        | 1      |
| 1996-1997             | Widzew Łódź           | I                     | 30         | 1          | 30       | 1      |
| 1997-1998             | Widzew Łódź           | I                     | 32         | 4          | 32       | 4      |
| 1998-1999             | Widzew Łódź           | I                     | 11         | 4          | 11       | 4      |
| 1999-2000             | Widzew Łódź           | I                     | 24         | 0          | 24       | 0      |
| 2000-gen. 2001        | Widzew Łódź           | I                     | 14         | 1          | 14       | 1      |
| Totale Widzew Łódź    | Totale Widzew Łódź    | Totale Widzew Łódź    | 132        | 11         | 132      | 11     |
| gen.-giu. 2001        | Wisła Cracovia        | I                     | 14         | 2          | 14       | 2      |
| 2001-2002             | Wisła Cracovia        | I                     | 24         | 4          | 24       | 4      |
| 2002-2003             | Wisła Cracovia        | I                     | 17         | 1          | 17       | 1      |
| 2003-2004             | Wisła Cracovia        | I                     | 24         | 5          | 24       | 5      |
| 2004-gen. 2005        | Wisła Cracovia        | I                     | 12         | 1          | 12       | 1      |
| Totale Wisła Cracovia | Totale Wisła Cracovia | Totale Wisła Cracovia | 91         | 13         | 91       | 13     |
| gen.-giu. 2005        | Trabzonspor           | SL                    | 16         | 9          | 16       | 9      |
| 2005-2006             | Trabzonspor           | SL                    | 25         | 5          | 25       | 5      |
| 2006-2007             | Trabzonspor           | SL                    | 13         | 0          | 13       | 0      |
| Totale Trabzonspor    | Totale Trabzonspor    | Totale Trabzonspor    | 41         | 14         | 41       | 14     |
| Totale carriera       | Totale carriera       | Totale carriera       | 306        | 43         | 306      | 43     |

### Cronologia presenze e reti in nazionale
| Cronologia completa delle presenze e delle reti in nazionale ― Polonia | Cronologia completa delle presenze e delle reti in nazionale ― Polonia | Cronologia completa delle presenze e delle reti in nazionale ― Polonia | Cronologia completa delle presenze e delle reti in nazionale ― Polonia | Cronologia completa delle presenze e delle reti in nazionale ― Polonia | Cronologia completa delle presenze e delle reti in nazionale ― Polonia | Cronologia completa delle presenze e delle reti in nazionale ― Polonia | Cronologia completa delle presenze e delle reti in nazionale ― Polonia |
| Data                                                                   | Città                                                                  | In casa                                                                | Risultato                                                              | Ospiti                                                                 | Competizione                                                           | Reti                                                                   | Note                                                                   |
| ---------------------------------------------------------------------- | ---------------------------------------------------------------------- | ---------------------------------------------------------------------- | ---------------------------------------------------------------------- | ---------------------------------------------------------------------- | ---------------------------------------------------------------------- | ---------------------------------------------------------------------- | ---------------------------------------------------------------------- |
| 6-9-1997                                                               | Salisburgo                                                             | Polonia                                                                | 1 – 0                                                                  | Ungheria                                                               | Amichevole                                                             | -                                                                      | 46’                                                                    |
| 8-2-1998                                                               | Asunción                                                               | Paraguay                                                               | 4 – 0                                                                  | Polonia                                                                | Amichevole                                                             | -                                                                      | 63’                                                                    |
| 10-11-1998                                                             | Bratislava                                                             | Slovacchia                                                             | 1 – 3                                                                  | Polonia                                                                | Amichevole                                                             | -                                                                      | 76’                                                                    |
| 29-3-2003                                                              | Chorzów                                                                | Polonia                                                                | 0 – 0                                                                  | Ungheria                                                               | Qual. Euro 2004                                                        | -                                                                      |                                                                        |
| 2-4-2003                                                               | Ostrowiec Świętokrzyski                                                | Polonia                                                                | 5 – 0                                                                  | San Marino                                                             | Qual. Euro 2004                                                        | 1                                                                      |                                                                        |
| 30-4-2003                                                              | Bruxelles                                                              | Belgio                                                                 | 3 – 1                                                                  | Polonia                                                                | Amichevole                                                             | -                                                                      | 46’                                                                    |
| 6-6-2003                                                               | Poznań                                                                 | Polonia                                                                | 3 – 0                                                                  | Kazakistan                                                             | Amichevole                                                             | -                                                                      | 46’                                                                    |
| 11-6-2003                                                              | Solna                                                                  | Svezia                                                                 | 3 – 0                                                                  | Polonia                                                                | Qual. Euro 2004                                                        | -                                                                      | 76’                                                                    |
| 20-8-2003                                                              | Tallinn                                                                | Estonia                                                                | 1 – 2                                                                  | Polonia                                                                | Amichevole                                                             | -                                                                      | 76’                                                                    |
| 6-9-2003                                                               | Riga                                                                   | Lettonia                                                               | 0 – 2                                                                  | Polonia                                                                | Qual. Euro 2004                                                        | 1                                                                      | 89’                                                                    |
| 10-9-2003                                                              | Cracovia                                                               | Polonia                                                                | 0 – 2                                                                  | Svezia                                                                 | Qual. Euro 2004                                                        | -                                                                      |                                                                        |
| 11-10-2003                                                             | Budapest                                                               | Ungheria                                                               | 1 – 2                                                                  | Polonia                                                                | Qual. Euro 2004                                                        | -                                                                      | 86’                                                                    |
| 31-3-2004                                                              | Płock                                                                  | Polonia                                                                | 0 – 1                                                                  | Stati Uniti                                                            | Amichevole                                                             | -                                                                      | 46’                                                                    |
| 28-4-2004                                                              | Bydgoszcz                                                              | Polonia                                                                | 0 – 0                                                                  | Irlanda                                                                | Amichevole                                                             | -                                                                      | 85’                                                                    |
| 29-5-2004                                                              | Stettino                                                               | Polonia                                                                | 1 – 0                                                                  | Grecia                                                                 | Amichevole                                                             | -                                                                      | 66’                                                                    |
| 5-6-2004                                                               | Solna                                                                  | Svezia                                                                 | 3 – 1                                                                  | Polonia                                                                | Amichevole                                                             | -                                                                      | 59’                                                                    |
| 18-8-2004                                                              | Poznań                                                                 | Polonia                                                                | 1 – 5                                                                  | Danimarca                                                              | Amichevole                                                             | -                                                                      | 69’                                                                    |
| 13-10-2004                                                             | Cardiff                                                                | Galles                                                                 | 2 – 3                                                                  | Polonia                                                                | Qual. Mondiali 2006                                                    | -                                                                      | 88’                                                                    |
| 17-11-2004                                                             | Saint-Denis                                                            | Francia                                                                | 0 – 0                                                                  | Polonia                                                                | Amichevole                                                             | -                                                                      | 66’                                                                    |
| 26-3-2005                                                              | Varsavia                                                               | Polonia                                                                | 8 – 0                                                                  | Azerbaigian                                                            | Qual. Mondiali 2006                                                    | -                                                                      |                                                                        |
| 30-3-2005                                                              | Varsavia                                                               | Polonia                                                                | 1 – 0                                                                  | Irlanda del Nord                                                       | Qual. Mondiali 2006                                                    | -                                                                      |                                                                        |
| 4-6-2005                                                               | Baku                                                                   | Azerbaigian                                                            | 0 – 3                                                                  | Polonia                                                                | Qual. Mondiali 2006                                                    | -                                                                      | 89’                                                                    |
| 17-8-2005                                                              | Kiev                                                                   | Israele                                                                | 2 – 3                                                                  | Polonia                                                                | Amichevole                                                             | 1                                                                      |                                                                        |
| 3-9-2005                                                               | Varsavia                                                               | Polonia                                                                | 3 – 2                                                                  | Austria                                                                | Qual. Mondiali 2006                                                    | -                                                                      | 83’                                                                    |
| 7-9-2005                                                               | Varsavia                                                               | Polonia                                                                | 1 – 0                                                                  | Galles                                                                 | Qual. Mondiali 2006                                                    | -                                                                      | 76’                                                                    |
| 1-3-2006                                                               | Kaiserslautern                                                         | Stati Uniti                                                            | 1 – 0                                                                  | Polonia                                                                | Amichevole                                                             | -                                                                      |                                                                        |
| 2-5-2006                                                               | Bełchatów                                                              | Polonia                                                                | 0 – 1                                                                  | Lituania                                                               | Amichevole                                                             | -                                                                      |                                                                        |
| 30-5-2006                                                              | Chorzów                                                                | Polonia                                                                | 1 – 2                                                                  | Colombia                                                               | Amichevole                                                             | -                                                                      |                                                                        |
| 3-6-2006                                                               | Wolfsburg                                                              | Croazia                                                                | 0 – 1                                                                  | Polonia                                                                | Amichevole                                                             | -                                                                      | 64’                                                                    |
| 9-6-2006                                                               | Gelsenkirchen                                                          | Ecuador                                                                | 2 – 0                                                                  | Polonia                                                                | Mondiali 2006 - 1º turno                                               | -                                                                      |                                                                        |
| 20-6-2006                                                              | Hannover                                                               | Polonia                                                                | 2 – 1                                                                  | Costa Rica                                                             | Mondiali 2006 - 1º turno                                               | -                                                                      |                                                                        |
| 16-8-2006                                                              | Odense                                                                 | Danimarca                                                              | 2 – 0                                                                  | Polonia                                                                | Amichevole                                                             | -                                                                      | 74’                                                                    |
| 2-9-2006                                                               | Bydgoszcz                                                              | Polonia                                                                | 1 – 3                                                                  | Finlandia                                                              | Qual. Euro 2008                                                        | -                                                                      | 46’                                                                    |
| Totale                                                                 |                                                                        | Presenze                                                               | 33                                                                     |                                                                        | Reti                                                                   | 3                                                                      |                                                                        |

## Palmarès
- Ekstraklasa: 5

Widzew Łódź: 1995-1996, 1996-1997
Wisla Cracovia: 2000-2001, 2002-2003, 2003-2004
- Superpuchar Polski: 1

Widzew Łódź: 1997
- Puchar Polski: 2

Wisla Cracovia: 2001-2002, 2002-2003
- Puchar Ekstraklasy: 1

Wisla Cracovia: 2000-2001